# Fernando González
Fernando Francisco González Cuiffardi (født 29. juli 1980) er en tidligere professionel chilensk tennisspiller, som stoppede sin aktive karriere, 9.Februar 2012. Han var kendt for at have en aggressiv spillestil og et hurtigt forhåndsslag, hvilket ses ved hans kælenavn Mano de Piedra ("Sten Hånd").
Gennem sin karriere har González har slået mange spillere, der har ligget nr. 1 på verdensranglisten, her i blandt Lleyton Hewitt, Andre Agassi, Roger Federer (alle mens de lå nr. 1), Andy Roddick, Juan Carlos Ferrero, Carlos Moyà, Gustavo Kuerten, Marat Safin og Pete Sampras.